# Ногес, Хуан Хосе
Хуа́н Хосе́ Ноге́с Порталати́н (исп. Juan José Nogués Portalatín; 28 апреля 1909 — 2 июля 1998) — испанский футболист и тренер.

## Карьера

### Игровая карьера
Хуан Хосе Ногес начал свою карьеру в клубе «Торнатес». В 1930 году он перешёл в клуб «Барселона», его дебют в новой команде состоялся 12 апреля, в котором Барса сыграла вничью 1:1 с клубом «Расинг» из Сантандера. Во время своих выступлений за «Барселону», Ногес помог своему клубу 5 раз выиграть чемпионат Каталонии.

### Карьера в сборной
Ногес выступал в двух сборных. В сборной Каталонии, игравшей нерегулярно, он провёл 10 матчей, включая игру против сборной Испании, которая готовилась к чемпионату мира 1934, в ней испанцы были сильнее 2:0, но игра Ногеса произвела впечатление на руководство сборной Испании, и Ногес был включен в заявку команды. Там он провёл 1 матч, переигровку четвертьфинала Испания — Италия, заменив травмированного Рикардо Самору, который получил травму в первом матче. После окончания мундиаля, Ногес, в составе сборной Каталонии, сыграл две игры против бронзового призёра чемпионата, сборной Бразилии, в первой игре каталонцы победили 2:1, а вторая игра завершилась ничьей 2:2.

### Тренерская карьера
После окончания игровой карьеры, Ногес перешёл на тренерскую работу, став главным тренером «Барселоны». В первый же сезон клуб выиграл Кубок Генералиссимуса обыграв «Атлетико Мадрид» со счётом 4:3 в дополнительное время, однако в чемпионате команда играла посредственно, лишь в матче с «Мурсией» избежав вылета в Сегунду. В следующем же сезоне «Барса» Ногеса играла лучше, заняла третье место в чемпионате и дошла до полуфинала национального кубка, в котором «сине-гранатовые», выиграв первый матч 3:0 у мадридского «Реала», в ответной игре были «разбиты» 1:11.
После «Барселоны» Ногес тренировал клуб Химнастик из Таррагоны, в течение их игры в высшем испанском дивизионе. А также дошёл до полуфинала Кубка Генералиссимуса, в котором проиграл «Эспаньолу». Но главное достижение клуба произошло 11 января 1948 года, когда «Химнастик» победил «Реал» в Мадриде, на Сантьяго Бернабеу, что до сих пор является рекордом, так как только Химнастик побеждал «Реал» впервые играя против «Королевского клуба» на его поле.
Завершил карьеру Ногес в клубах «Эспаньол», «Спортинг» Хихон и «Ллейда», где проработал без особых достижений.

## Статистика выступлений

### Клубная статистика
| Выступление      | Выступление      | Выступление      | Лига | Лига | Кубок страны | Кубок страны | Чемпионат Каталонии | Чемпионат Каталонии | Другие | Другие | Итого | Итого |
| Клуб             | Лига             | Сезон            | Игры | Голы | Игры         | Голы         | Игры                | Голы                | Игры   | Голы   | Игры  | Голы  |
| ---------------- | ---------------- | ---------------- | ---- | ---- | ------------ | ------------ | ------------------- | ------------------- | ------ | ------ | ----- | ----- |
| Барселона        | Примера          | 1930/31          | 10   | -17  | 3            | -3           | 0                   | -0                  | —      | —      | 13    | -20   |
| Барселона        | Примера          | 1931/32          | 16   | -22  | 7            | -5           | 10                  | -7                  | —      | —      | 33    | -34   |
| Барселона        | Примера          | 1932/33          | 17   | -32  | 1            | -0           | 8                   | -10                 | —      | —      | 26    | -42   |
| Барселона        | Примера          | 1933/34          | 16   | -36  | 6            | -8           | 14                  | -19                 | —      | —      | 36    | -63   |
| Барселона        | Примера          | 1934/35          | 19   | -36  | 5            | -9           | 10                  | -10                 | —      | —      | 34    | -55   |
| Барселона        | Примера          | 1935/36          | 5    | -8   | 5            | -6           | 5                   | -7                  | —      | —      | 15    | -21   |
| Барселона        | Примера          | 1939/40          | 20   | -35  | 5            | -3           | 7                   | -16                 | —      | —      | 32    | -54   |
| Барселона        | Примера          | 1940/41          | 11   | -24  | 2            | -6           | —                   | —                   | —      | —      | 13    | -30   |
| Барселона        | Примера          | 1941/42          | 1    | -4   | 0            | 0            | —                   | —                   | —      | —      | 1     | -4    |
| Барселона        | Итого            | Итого            | 115  | -214 | 34           | -40          | 54                  | -69                 | 0      | 0      | 203   | -323  |
| Всего за карьеру | Всего за карьеру | Всего за карьеру | 115  | -214 | 34           | -40          | 54                  | -69                 | 0      | 0      | 203   | -323  |

## Достижения

### Как игрок
- Чемпион Каталонии: 1930, 1931, 1932, 1935, 1936

### Как тренер
- Обладатель Кубка Генералиссимуса: 1942